# Gerardo Bilbao Bilbao
Gerardo Bilbao Bilbao (Deusto, 9 de febrer de 1907 - Caracas, 21 de juny de 1982) fou un futbolista basc de les dècades de 1930 i 1940.

## Trajectòria
Destacà principalment als equips Arenas de Getxo i Athletic Club, amb qui jugà a primera divisió durant la dècada de 1930. Amb l'Athletic guanyà una copa (1932-33) i dues lligues (1933-34, 1935-36). Durant la guerra civil jugà una temporada amb el FC Barcelona, en que guanyà el Campionat de Catalunya, i a més, el 24 de juliol de 1938 jugà amb la selecció de Catalunya un partit enfront dels Leones Rojos (Cos de Carabiners) que guanyà per 5 a 1. Finalitzada la contesa bèl·lica, s'exilià a Veneçuela, on continuà jugant al futbol als clubs Deportivo Venezuela, Loyola SC i Deportivo Vasco.

## Palmarès
- Campionat de Galicia:
- 1928-29
- Lliga espanyola:
  - 1933-34, 1935-36
- Copa espanyola:
  - 1932-33
- Campionat de Catalunya:
  - 1937-38